# Deutschland (Rammstein-Lied)
Deutschland ist ein Lied der Neue-Deutsche-Härte-Band Rammstein, das als erste Vorab-Single aus ihrem am 17. Mai 2019 erschienenen siebten, unbetitelten Studioalbum ausgekoppelt wurde.

## Veröffentlichung
Es ist die erste Singleveröffentlichung Rammsteins mit neuem Material seit Mein Land aus dem Jahr 2011. Sie wurde am 28. März 2019 als Download veröffentlicht. Die 2-Track-Single enthält neben der Originalversion einen 5:46 Minuten langen Remix des Rammstein-Leadgitarristen Richard Kruspe.
Am 12. April 2019 wurden die CD-Single und die 7"-Single veröffentlicht.

## Musik und Liedtext
Das Musikstück beginnt mit einer an Anne Clarks Dark-Wave-Hit Our Darkness (1984) angelehnten Synthesizer-Sequenz. Aufkommende Plagiatsvorwürfe dazu entkräftete Anne Clark selbst.
Der von Till Lindemann gesungene Text weist bereits am Anfang auf die vielfältigen innerdeutschen Konflikte hin.

„Du

hast viel geweint

Im Geist getrennt

Im Herz vereint“

Dieses Thema greift Lindemann im Refrain erneut auf:

„Deutschland!

Mein Herz in Flammen

will dich lieben und verdammen

Deutschland!

Dein Atem kalt,

so jung und doch so alt“

Später bezieht Lindemann in der Frage der Vaterlandsliebe Stellung:

„Deutschland!

Deine Liebe

ist Fluch und Segen

Deutschland!

Meine Liebe

kann ich dir nicht geben“

Darüber hinaus bedient sich die Band im Hinblick auf das Land im historischen Kontext des Stilmittels der Alliteration. Zudem verwendet sie eine Anspielung auf die umstrittene erste Strophe aus dem Lied der Deutschen, die seit 1991 nicht mehr zur deutschen Nationalhymne gehört, indem Lindemann in der Überleitung zum Refrain singt:

„Überheblich, überlegen,
Übernehmen, übergeben,
Überraschen, überfallen.

Deutschland, Deutschland über allen“

und später:

„Übermächtig, überflüssig,
Übermenschen überdrüssig.

Wer hoch steigt, der wird tief fallen.

Deutschland, Deutschland über allen.“

## Musikvideo
Das zugehörige Musikvideo wurde am 28. März 2019 bei YouTube veröffentlicht. Bereits zwei Tage zuvor hatte die Band einen 35 Sekunden langen Teaser veröffentlicht, in dem die Bandmitglieder als KZ-Häftlinge mit Galgenstrick um den Hals gezeigt wurden. Parallel veröffentlichte der Regisseur des Musikvideos Eric „Specter Berlin“ Remberg einige kurze Szenen vom Videodreh über Instagram.
Das Video zeigt Szenen aus über 2000 Jahren deutscher Geschichte; von den Germanicus-Feldzügen nach Germania magna im Jahre 16 n. Chr., über Ritter, die Hexenverfolgung, die Novemberrevolution am Ende des Ersten Weltkrieges, die Hyperinflation in den Anfangsjahren der Weimarer Republik, die Goldenen Zwanziger, die Bücherverbrennungen 1933, die „Hindenburg“-Katastrophe, den Zweiten Weltkrieg, den Holocaust, die Geschichte der Deutschen Demokratischen Republik, die Rote Armee Fraktion, bis hin zu den Maikrawallen. Letztlich enden alle Zeitabschnitte durch Gewalt, diese zieht sich wie ein roter Faden durch die Jahrhunderte. Die Mitglieder der Band nehmen in den verschiedenen Zeitepochen immer wieder unterschiedliche Rollen ein.
Die dunkelhäutige, von Wölfen begleitete, Germania schneidet zu Beginn, beim Eintreffen der Römischen Legion, dem offensichtlich toten Sänger der Band, Till Lindemann, der einen Römer darstellt, den Kopf ab. Mit dieser Einstiegsszene wird auf Erhebung der Bevölkerung gegen die römischen Besatzer angespielt. Später taucht Germania in unterschiedlichen Kostümierungen in allen Zeitepochen wieder auf, oft umringt von deutschen Schäferhunden. Wiederholt wird sie gezeigt, wie sie den Kopf des Toten mit sich trägt. Oft scheint sie die Ereignisse nur passiv zu begleiten, gelegentlich greift sie aber auch aktiv ein, beispielsweise durch das Aushändigen von Schlagringen an zwei Männer zur Zeit der Weimarer Republik, wenn sie Ritter nach einer Schlacht wieder zum Leben erweckt oder eine Armee auf einem Pferd reitend anführt. Gelegentlich ist sie auch Opfer der Ereignisse; so liegt sie als Nahrung mit Sauerkraut vor sie fressenden Mönchen, wird von Rittern auf einem Scheiterhaufen verbrannt, als General der SS von den KZ-Häftlingen ins Gesicht geschossen oder ist ängstliche Geisel der RAF-Terroristen. Zudem wird sie durch ihre Kostümierung mehrfach mit geschichtlichen Figuren der jeweiligen Epoche vermischt, etwa mit dem heiligen Mauritius, auf den die Reichsinsignien zurückgeführt wurden, oder mit der Tänzerin Josephine Baker, die in den 1920er Jahren in Berlin lebte. Nachdem sie den Kopf des toten Römers geküsst hat, wird sie schwanger und später von einem Geburtshelfer von mehreren Leonbergern entbunden. Zum Schluss wird die vermeintlich tote, vielleicht aber auch nur schlafende Germania in einem Zukunftsszenario in einem an Schneewittchen erinnernden Glassarg ins Weltall geschickt. Während des Abspanns läuft eine von Clemens Pötzsch eingespielte Piano-Version des Rammstein-Stücks Sonne, in dessen Musikvideo Schneewittchen eine ebenso zwiespältige Rolle spielte, am Ende ebenfalls in einen Sarg kam und diesem später wieder lebendig entstieg.
Außer der Musik von Rammstein und Pötzsch wird im Intro des Musikvideos noch das Stück The Beast des im Februar 2018 verstorbenen Komponisten Jóhann Jóhannsson aus dessen Soundtrack zum Film Sicario verwendet sowie der Song Our Darkness von Anne Clark.
Neben den Bandmitgliedern trat die afrodeutsche Schauspielerin Ruby Commey als Germania auf. In weiteren Statistenrollen waren unter anderem Manny Marc, Frauenarzt, Olexesh, Harris und DJ Maxxx zu sehen. Kameramann war Armin Franzen, für den Schnitt zeichnete David Gesslbauer verantwortlich und das Kostümbild stammte von Dorota Budna. Die Produktion übernahmen MMAATTCCHH Berlin und DRKNSD, Produktionsleiterin war Ronja Prinz.
Zu den Drehorten für das Video zählten unter anderem das ehemalige Untersuchungsgefängnis Keibelstraße der DDR-Volkspolizei und die Zitadelle Spandau. In letzterer nutzte die Band die Dauerausstellung „Enthüllt. Berlin und seine Denkmäler“, die seit April 2016 im Proviantmagazin der Zitadelle untergebracht ist und die politische Denkmäler zeigt, die einst das Stadtbild Berlins geprägt haben. Zudem war die zur Zitadelle gehörende Bastion Kronprinz Schauplatz für mittelalterliche Mönchsszenen.
Das Musikvideo auf YouTube wurde binnen einer Woche mehr als 25 Millionen Mal angeklickt und verzeichnet bis heute über 420 Millionen Aufrufe (Stand: August 2025).

## Rezensionen
Bereits kurz nach Veröffentlichung des Teasers kam es zu Empörung über die Werbekampagne für das Lied. Die Kritik entzündete sich daran, dass vier Bandmitglieder als kurz vor der Hinrichtung stehende KZ-Insassen, erkennbar durch Judenstern und Rosa Winkel auf der Häftlingskluft, auftraten. Die Bild holte Statements von Vertretern jüdischer Verbände, Politikern und Historikern ein. Laut Charlotte Knobloch habe „die Band eine Grenze überschritten“, Karin Prien sprach von einer „widerlichen Geschmacklosigkeit“ und laut Felix Klein war die Inszenierung der Band als todgeweihte KZ-Häftlinge die „Überschreitung einer roten Linie“ und eine „geschmacklose Ausnutzung der Kunstfreiheit“, sofern sie „nur der Verkaufsförderung des neuen Albums“ gedient habe. Die Yad-Vashem-Sprecherin Iris Rosenberg merkte an, dass eine „respektvolle künstlerische Darstellung“ des Themas „legitim sein kann, solange es die Erinnerung an den Holocaust keinesfalls beleidigt, herabsetzt oder schändet“. Karl Freller, Direktor der Stiftung Bayerische Gedenkstätten, wollte noch kein abschließendes Urteil fällen und lud die Band stattdessen in die KZ-Gedenkstätte Dachau ein.
Nach Veröffentlichung des vollständigen Videos zwei Tage später schrieb der SPON-Autor Arno Frank, der Teaser sei nur eine „Falle“ gewesen, ein „Honeypot“, der „die Bedenken der Bedenkenträger“ triggere, während ihnen doch „aber das volle Video mit Anlauf in die Hände“ spiele.
Der Welt-Autor Henryk M. Broder sah im Video „ein Meisterwerk“. Für die FAZ-Autorin Elena Witzeck ist Deutschland ein vor allem auf den internationalen Musikmarkt ausgelegtes „Zirkusspektakel“ und „eine episch-überladene, stellenweise peinliche Jungsphantasie“, aber auch ein Hinweis, dass es „mit den vorschnellen Urteilen eben nicht“ so einfach sei.

## Kommerzieller Erfolg

### Chartplatzierungen
Deutschland erreichte auf Anhieb die Spitze der deutschen Singlecharts und konnte sich 23 Wochen in den Top 100 platzieren. 2019 belegte die Single Position 20 der deutschen Single-Jahrescharts.
| ChartsChartplatzierungen     | Höchstplatzierung | Wochen |
| ---------------------------- | ----------------- | ------ |
| Deutschland (GfK)            | 1 (23 Wo.)        | 23     |
| Österreich (Ö3)              | 4 (12 Wo.)        | 12     |
| Schweiz (IFPI)               | 1 (16 Wo.)        | 16     |
| Vereinigtes Königreich (OCC) | 98 (1 Wo.)        | 1      |

| ChartsJahrescharts (2019) | Platzierung |
| ------------------------- | ----------- |
| Deutschland (GfK)         | 20          |
| Schweiz (IFPI)            | 86          |

### Auszeichnungen für Musikverkäufe
| Land/Region                  | Auszeichnungen für Musikverkäufe (Land/Region, Auszeichnung, Verkäufe) | Verkäufe  |
| ---------------------------- | ---------------------------------------------------------------------- | --------- |
| Brasilien (PMB)              | Platin                                                                 | 40.000    |
| Dänemark (IFPI)              | Gold                                                                   | 45.000    |
| Deutschland (BVMI)           | 3× Gold                                                                | 600.000   |
| Frankreich (SNEP)            | Gold                                                                   | 100.000   |
| Österreich (IFPI)            | Platin                                                                 | 30.000    |
| Polen (ZPAV)                 | 2× Platin                                                              | 100.000   |
| Schweden (IFPI)              | Gold                                                                   | 40.000    |
| Spanien (Promusicae)         | Gold                                                                   | 30.000    |
| Vereinigtes Königreich (BPI) | Silber                                                                 | 200.000   |
| Insgesamt                    | 1× Silber · 5× Gold · 5× Platin ·                                      | 1.185.000 |

Hauptartikel: Rammstein/Auszeichnungen für Musikverkäufe